# Carrazeda de Ansiães
Carrazeda de Ansiães es un municipio portugués situado en la región del Norte. Según el censo de 2021, tiene una población de 5490 habitantes.
Tiene una superficie de 218.8 km² y está subdividido en catorce freguesias.
A partir de la Edad Media la historia del municipio de Carrazeda de Ansiães se fusiona con la del Castillo de Ansiães. Este lugar adquiere especial importancia durante el proceso de reconquista cristiana, obteniendo en esta época su primer fuero. El documento concedido a mediados de siglo XI por parte del rey leonés Fernando Magno constituye una de las cartas más antiguas del espacio geográfico definido por las actuales fronteras del territorio portugués.

## Demografía
| Gráfica de evolución demográfica de Carrazeda de Ansiães entre 1801 y 2021 |
|                                                                            |
| Datos según el nomenclátor publicado por el INE portugués.                 |

## Geografía

### Freguesias
Las freguesias de Carrazeda de Ansiães son las siguientes:
- Amedo e Zedes
- Belver e Mogo de Malta
- Carrazeda de Ansiães
- Castanheiro do Norte e Ribalonga
- Fonte Longa
- Lavandeira, Beira Grande e Selores
- Linhares
- Marzagão
- Parambos
- Pereiros
- Pinhal do Norte
- Pombal
- Seixo de Ansiães
- Vilarinho da Castanheira